# Кайдацький міст
Кайдацький міст (Кодацький міст) — автомобільний міст через Дніпро у Дніпрі.
Відкрито 5 листопада 1982 року; став четвертим мостом через Дніпро у Дніпрі. Має 6 смуг для руху автотранспорту в обох напрямках, 1996 року по мосту був пущений трамвай, що з'єднав селище Нові Кодаки і багатоповерхові житлові масиви Діївки (Червоний Камінь, Покровський й Парус) Донецьким шосе з лівобережною Ломівкою й Кам'янкою. Є частиною незавершеної об'їзної дороги.

## Історія
Відповідно до генерального плану розвитку обласного центру і поліпшення зв'язку лівого берега з правим у 1975 році почалося будівництво Кайдацького мосту. Будівництво мосту, який сполучив лівий та правий береги Дніпра, було завершене в 1982 році Мостозагоном № 12 за проектом інституту «ЛенДІПроТранс-міст». Довжина — 1732 метри, мостом здійснюється 3-рядний рух автотранспорту в обидва боки. Через 14 років, 17 грудня 1996 року, центром Кайдацького мосту був пущений трамвай.
Частково міст стоїть на острівці під назвою Намистянка, туди можна спуститися з середини моста крутими залізними сходами.

## Наслідки будівництва

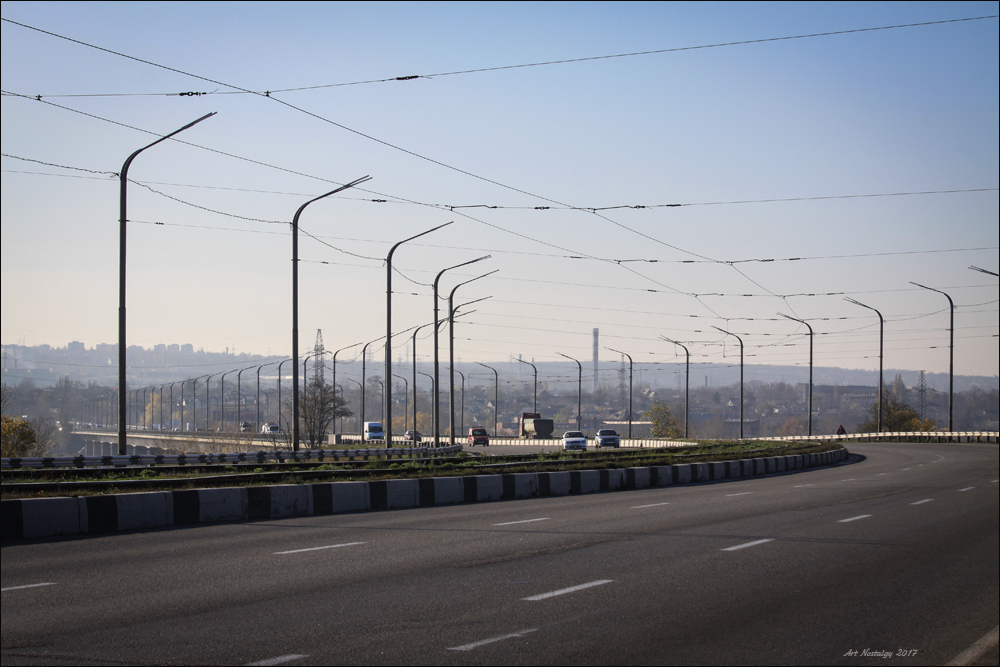
Кайдацький міст

Міст дозволив транзитному автотранспорту дотримуватися дороги E50 М30 Стрий — Дебальцеве без заїзду в місто і дав можливість розвинути житлове будівництво на лівому березі річки.